# Квіткове (Вознесенський район)
Квітко́ве (до 2024 року — Першотравнівка) — село в Україні, у Мостівській сільській громаді Вознесенського району Миколаївської області. Населення становить 54 осіб. Орган місцевого самоврядування — Мостівська сільська рада.

## Назва
19 вересня 2024 року Верховна Рада підтримала перейменування села Першотравнівка на Квіткове. 26 вересня 2024 року перейменування набуло чинності.

## Населення

### Мова
Розподіл населення за рідною мовою за даними перепису 2001 року:
| Мова       | Кількість | Відсоток |
| ---------- | --------- | -------- |
| українська | 51        | 94.44%   |
| російська  | 3         | 5.56%    |
| Усього     | 54        | 100%     |